# 日米中正三角形論
日米中正三角形論とは日本、中国、アメリカが等距離、つまり正三角形の関係を築くべきとする考え方である。日本は現在、アメリカと安全保障条約を結んでおり、同盟関係にあるので事実上のアメリカ寄り、中国離れの考えである。

## 概要
長きにわたって続いた自由民主党政権下では外交政策が対米一辺倒との批判が強かった。その中で自民党の中で親中派の加藤紘一が日米中正三角形論を提唱した。

### 鳩山政権時
2009年の第45回衆議院議員総選挙で大勝し政権交代を実現した民主党鳩山由紀夫内閣は同選挙のマニフェストに掲げていた「アジア外交強化」「緊密対等な日米関係」を目指した。

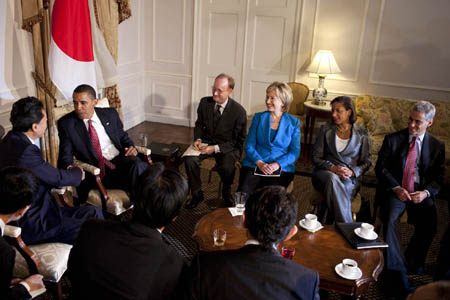
オバマ米大統領と鳩山由紀夫の会談（2009年9月　ニューヨーク）

ニューヨーク・タイムズは2009年8月27日付で鳩山由紀夫の論文「日本の新しい道」を掲載した。この論文が反米・東アジア重視・反市場主義であると欧米から反発を受けたことに対し、鳩山由紀夫は「反米的でないことは論文を見れば分かる」と発言した。このような事があったが、鳩山・オバマ両者は2009年9月の日米初会談で「バラク」「ユキオ」 とファーストネームで呼び合うほど親密である仲であった。

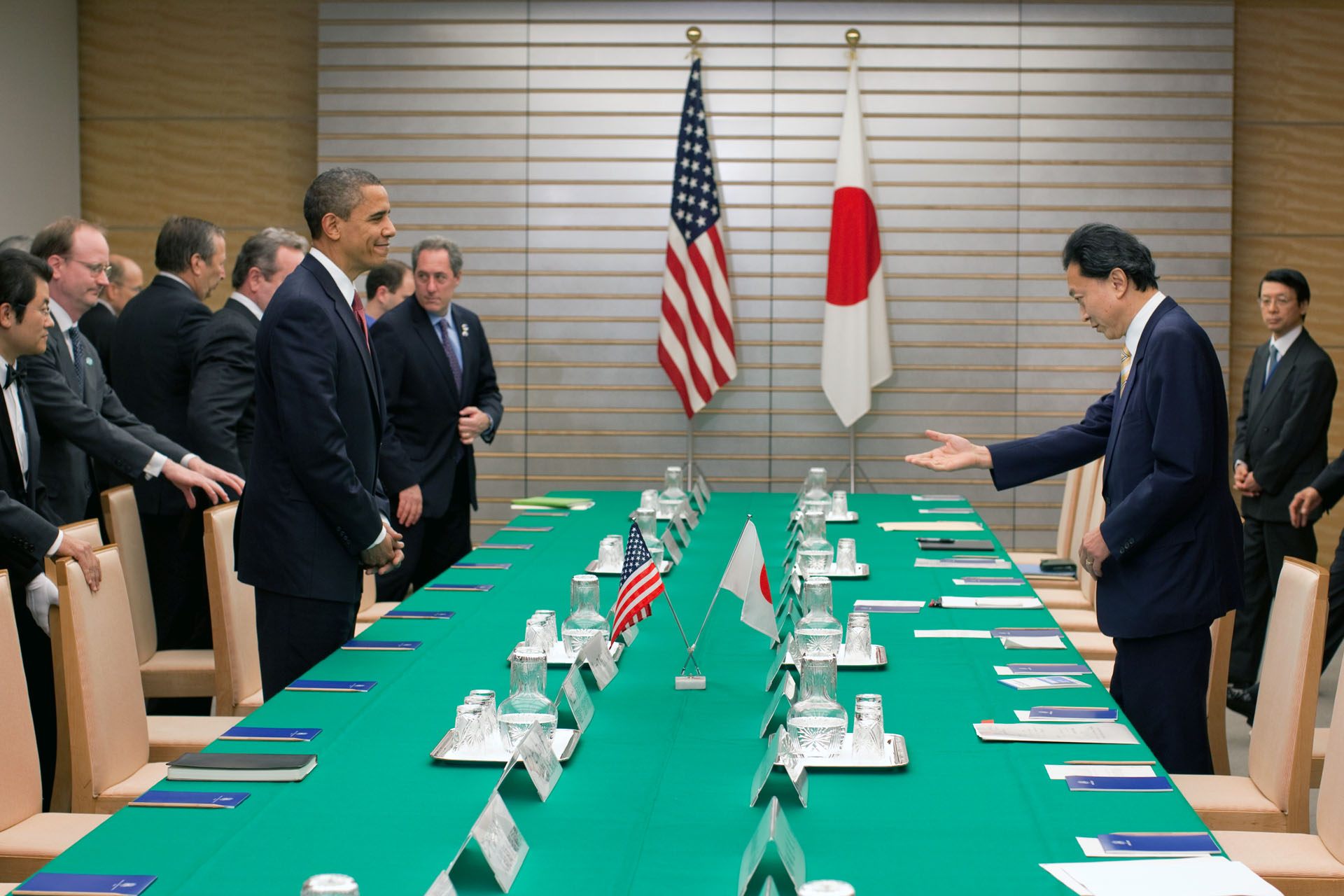
東京で会談する日米首脳（2009年11月）

2009年11月13日、鳩山首相は東京でアメリカ大統領バラク・オバマと日米首脳会談を行った。そこでは在日米軍基地について話し合われ、鳩山首相はオバマに対し"Trust me"と発言したが、翌日首相は同行した記者団に対し「日米合意が前提でない」と前日の日米合意を無効にしたともとれる発言を行った。このことでオバマ大統領との対立が表面化した。2009年12月に開かれた第15回気候変動枠組条約締約国会議(COP15)ではオバマ大統領との公式会談は実現されなかった。
こうして日米関係が冷え込む中、2009年12月10日から13日、民主党小沢一郎幹事長は小沢訪中団を率いて北京を訪問した際、胡錦濤総書記らに正三角形論を伝えたとされる。
2010年4月13日、鳩山首相はワシントンで開かれた第1回核安全保障サミットに参加した。オバマ大統領は9カ国の首脳と公式会談を行ったが、日本とは夕食会席上で10分の非公式会談を行った。そこで、オバマ大統領は「昨年11月の日米首脳会談で"Trust me" と言ったが何も進んでない。きちんと最後まで実現できるのか」と強い疑念を表明した。ワシントン・ポストは4月14日付けで鳩山首相を「最大の敗者」「不運で愚か」と酷評した。
このように、鳩山由紀夫内閣は沖縄のアメリカ軍基地である普天間基地県外移設を目指したが移設先がなかなか決まらず、アメリカに対し不信感をつのらせ、日米関係が悪化していった。5月4日、鳩山首相は「学べば学ぶほど海兵隊の抑止力が分かった」と記者団に述べ、「最低でも県外移設」という約束を守るのが困難であることが明らかとなった。これも一つの要因となり、2010年6月、鳩山内閣は総辞職に追い込まれた。アメリカのジェフリー・ベーダー国家安全保障会議アジア上級部長は「話している人が権限を与えられているのかどうか、翌日に無効にされないかどうか、といった点が複雑で、混乱させる状況だった」と鳩山由紀夫内閣を評した。

### 菅政権時
次期総理大臣に菅直人が就任した。正三角形論を進めた鳩山内閣と違い、菅直人内閣は悪化した日米関係を修復しようとした。
菅内閣が発足してから約3ヵ月後の9月7日、尖閣諸島沖で中国漁船が日本漁船に故意に衝突したとされる事件が起きた。日本の安全保障ついて見直され日米同盟の重要性が再確認された。
事件の対応に追われる中、菅直人と小沢一郎が立候補を表明していた民主党代表選挙が9月14日に迫っていた。賛成派の小沢一郎は「日韓、日中関係は日米関係に次いで大事な関係」と正三角形論を封印した。両氏は日米関係について、菅直人は「現実主義に立脚した外交を展開する。日米関係の深化に務める」、小沢一郎は「同盟関係は従属関係ではなく、対等のパートナー」と主張した。代表選では菅直人が勝利した。
自民党の小泉純一郎元首相は2010年12月4日、横浜市で開かれた国際安全保障学会2010年次大会で「正三角形はあり得ない」とした上で、「対米関係の安定なくして中国との良好な関係など築けない」「尖閣諸島の件で、鳩山（由紀夫前首相）さんも菅（直人首相）さんも、日米中の正三角形論がいかにおかしいか分かったのではないか。『対米一辺倒』との批判が語られなくなっただけでも、政権交代の意義はある」と演説した。

## 賛否
賛成する政治家
- 小沢一郎
- 山岡賢次
- 加藤紘一

反対する政治家
- 小泉純一郎

2010年7月4日、両国国技館で開かれた証券会社主催のセミナーにて、小沢一郎民主党前幹事長らが説く「日米中正三角形論」を「極めて危険だ」と指摘し、「中国、韓国、ロシアと、領土問題がある国とどうやって同盟関係を結べるのか」「鳩山由紀夫前首相も学べば学ぶにつけ、ようやく日米関係の重要性が分かってきた。菅直人首相が『日米基軸』と言っても『対米一辺倒』と言わなくなった。マスコミや評論家もだんだん冷静になっている。政権交代してよかった…」と述べた。
- 前原誠司[16]